# Simon von Dammartin
Simon von Dammartin († 1239) war ein Graf von Aumale und Ponthieu. Er war ein Sohn des Grafen Aubry II. von Dammartin und seiner Frau Mathildis von Clermont, Erbin der Grafschaft Clermont und Tochter von Renaud II., Graf von Clermont, sein älterer Bruder war Graf Rainald I. von Dammartin.

## Leben
Zusammen mit seinem Vater und Bruder stand Simon Ende des 12. Jahrhunderts auf der Seite der Haus Plantagenets gegen den französischen König Philipp II. August. Nach dem Tod Richards Löwenherz 1199 wechselte er mit seinem Bruder die Seite und unterstützte König Philipp im Kampf gegen Johann Ohneland. Als Lohn für seine Dienste erhielt er dafür die Belehnung mit der Grafschaft Aumale im Jahr 1206, die seit 1196 Rainald gehört hatte, der nun aber die Grafschaften Mortain erhielt. Zusätzlich konnte Simon im Jahr 1208 Marie († 1250), die einzige Tochter und Erbin des Grafen Wilhelm II. Talvas von Ponthieu und Nichte des Königs, heiraten und sich somit die Anwartschaft auf deren Erbe sichern.
In den folgenden Jahren aber distanzierten sich Simon wie auch sein Bruder von König Philipp, der die Macht des Lehnsadels zugunsten der königlichen Autorität eingeschränkt hatte. 1211 stellten sie sich in offener Rebellion gegen den König und schlossen sich mit dem Grafen Ferrand von Flandern der englisch-welfischen Allianz gegen Frankreich an. Am 27. Juli 1214 kämpften sie glücklos in der Schlacht bei Bouvines, Rainald wurde gefangen genommen, und Simon musste in das Exil nach England fliehen. Seine Besitzungen wurden von König Philipp eingezogen und an dessen Sohn Philipp Hurepel vergeben.
Nach dem Tod König Philipp Augusts im Jahr 1223 versuchte Simon, von England aus die Grafschaft Ponthieu zu erobern, auf die er seit dem Tod seines Schwiegervaters 1221 einen Anspruch erhob. Er konnte kurzzeitig Abbeville einnehmen, allerdings wurde er von der Bevölkerung der Stadt und einem Entsatzheer König Ludwigs VIII. wieder vertrieben. Wenig später unterwarf er sich dem König und erhielt mit seiner Frau deren Erbe ausgehändigt, allerdings stark verringert, indem sie Saint-Riquier und Doullens an den Grafen von Alençon, der ein Verwandter Marias war, aushändigen mussten. 1234 erhielt Simon sogar Aumale nach dem Tod Philipp Hurepels zurückerstattet.
Simon wurde nach seinem Tod in der Zisterzienserabtei von Valloires bestattet. Seine Enkelin, Eleonore von Kastilien, war mit dem englischen König Eduard I. verheiratet.
Aus seiner Ehe mit Marie von Ponthieu aus dem Haus Mello hatte er vier Kinder:
- Johanna († 1279), Gräfin von Ponthieu und Aumale, ⚭ (1) 1237 König Ferdinand III. von Kastilien, ⚭ (2) 1254 Jean de Nesle, Herr von Flavy
- Philippa († 1278/81), ⚭ (1) Graf Rudolf II. von Eu († 1246), ⚭ (2) Raoul II. de Coucy († 1250) (Haus Boves), ⚭ (3) Graf Otto II. von Geldern († 1271)
- Marie, ⚭ Graf Johann II. von Roucy
- Agathe, ⚭ Vizegraf Aimery II. von Châtellerault